# Ernst Graf zu Reventlow

Ernst Graf zu Reventlow, vor 1939

Ernst Christian Einar Ludwig Detlev Graf zu Reventlow (* 18. August 1869 in Husum; † 21. November 1943 in München) war ein deutscher Schriftsteller, Journalist und deutschvölkischer bzw. nationalsozialistischer Politiker.

## Leben
Der aus dem Geschlecht der Reventlows stammende Ernst war Sohn des preußischen Landrats und Amtmanns zu Holstein Ludwig Graf zu Reventlow (1824–1893) und dessen Frau Emilie (geb. zu Rantzau; 1834–1905). Seine jüngere Schwester war die Schriftstellerin Franziska zu Reventlow.
Nach dem Abitur 1888 trat er in die Kaiserliche Marine ein, wo er 1898 zum Oberleutnant zur See befördert wurde und 1899 mit dem Charakter als Kapitänleutnant ausschied, um als Pflanzer in Mittelamerika sein Glück zu versuchen. Im selben Jahr hatte er die französische Adlige Blanche Comtesse d’Allemont de Broutillot (1873–1937) geheiratet. 1905 kehrte er nach Deutschland zurück und betätigte sich als politischer Schriftsteller. 1906 veröffentlichte er das vielbeachtete und monarchiefeindliche Buch Kaiser Wilhelm II. und die Byzantiner. Ab 1907 schrieb er als fester Angestellter für das Berliner Tageblatt über außen- und marinepolitische Fragen, worin er sich betont englandfeindlich und als Unterstützer der Flottenaufrüstung hervortat. Ebenfalls schrieb er für Heinrich Ripplers DVP-Zeitung Tägliche Rundschau, die Deutsche Tageszeitung und die Kreuz-Zeitung. Bei den Reichstagswahlen 1907 und 1912 kandidierte Reventlow erfolglos für die Deutschsoziale Partei im Wahlkreis Flensburg-Apenrade. 1912 war er im Vorstand sowie im Förderungsausschuss des Verbandes gegen die Überhebung des Judentums. In der gleichen Zeit wurde er Politischer Vertreter der Hauptleitung des Alldeutschen Verbandes und war von 1908 bis 1914 Chefredakteur der Alldeutschen Blätter. 1914 saß Reventlow im „Presse-Ausschuß“, der mit dem Kriegspresseamt zusammenarbeitete. Während des Krieges publizierte er im Sinne der kolonialen deutschen Kriegsziele und übte scharfe Kritik an der Kriegspolitik von Theobald von Bethmann Hollweg.

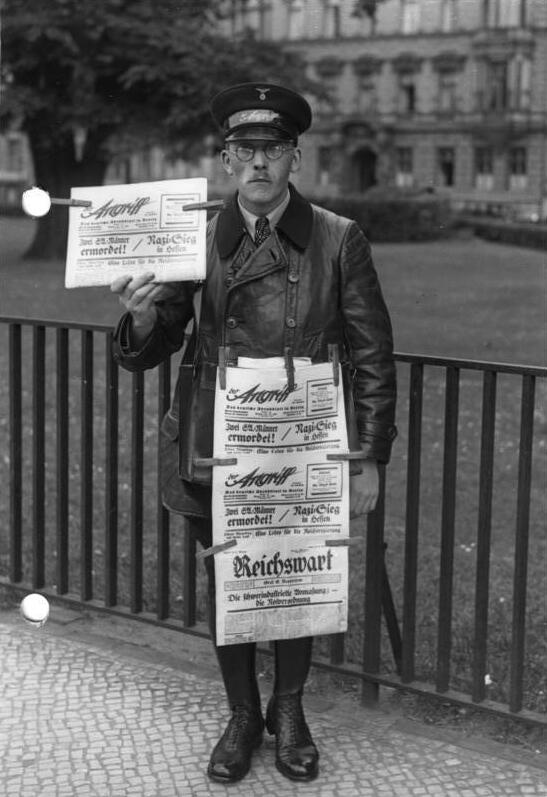
Zeitungsverkäufer, unter anderem mit der Wochenschrift Reichswart, 1932

Von 1920 bis 1943 gab Reventlow die Zeitschrift Reichswart. Wochenschrift für nationale Unabhängigkeit und deutschen Sozialismus heraus, die sich (auch als nationalsozialistisches Kampfblatt) mit politischen und religiösen Themen beschäftigte. 1921 wurde er von dem zionistischen Publizisten Ascher Ginzberg verklagt, weil er öffentlich behauptet hatte, die Protokolle der Weisen von Zion, eine antisemitische Fälschung, die jüdische Weltherrschaftspläne belegen sollte, seien dessen Werk. Der Prozess zog sich bis 1923 hin, Reventlow musste die Behauptung zurücknehmen.
In der Weimarer Republik gehörte er zu den Mitbegründern und führenden Politikern der Deutschvölkischen Freiheitspartei (DVFP), einer im Dezember 1922 gegründeten, radikal völkischen und antisemitischen Partei. Reventlows politische Aufsätze wurden allerdings auch im Rahmen der Querfrontbestrebungen wahrgenommen. So äußerte sich Innenminister Rudolf Oeser in einer Ministerbesprechung vom 2. August 1923 über „Ansätze einer gewissen Ideenübereinstimmung von Kommunisten und Deutschvölkischen“ und nahm dabei Bezug auf den Artikel „Ein Stück Weges?“ von Reventlow, der in der Nr. 176 der Roten Fahne vom selben Tag erschienen war. Reventlows Veröffentlichung in der Roten Fahne war Teil einer vorübergehenden Kooperation von Völkischen und Kommunisten nach der „Schlageterrede“ Karl Radeks im Juni 1923. Im Zuge der Kooperation traten auch hochrangige kommunistische Funktionäre auf völkischen Veranstaltungen als Redner auf. Am 13. Januar 1926 verwies der Reichskommissar für Überwachung der öffentlichen Ordnung Hermann Emil Kuenzer in einem Bericht über die kommunistische Bewegung an das Reichsministerium des Innern darauf, dass die „äußerste Rechte“ dem zur Gewalt bereiten, revolutionären Vorgehen der KPD „nicht unsympathisch“ gegenüberstehe, und bezog sich dabei auf einen Artikel Reventlows im Deutschen Tageblatt (Nr. 3 v. 5. 1. d. Js.).
Innenpolitisch zeigte Reventlow sich – als herausragender DVFP-Vertreter und im Einklang mit der taktischen Linie seiner Partei – zunächst als scharfer Gegner des von der NSDAP vertretenen Führerprinzips; Adolf Hitler warf er (anlässlich dessen Bemühungen, mit der bayerischen Regierung zu einer Einigung zu kommen) „Ultramontanismus“ vor und nannte ihn einen „Napoleon in der Westentasche“. Außenpolitisch wandte sich Reventlow aufs schärfste gegen Gustav Stresemann. Bis zuletzt forderte er 1926, dass das Deutsche Reich nicht dem Völkerbund beitreten solle.
Bei den Reichstagswahlen im Mai 1924 erhielt Reventlow, damals bereits wegen Verstoßes gegen das Republikschutzgesetz vorbestraft, ein Mandat im Reichstag als Abgeordneter der Nationalsozialistischen Freiheitspartei (NSFP), einer Listenverbindung unter Beteiligung der DVFP. In der DVFP-Nachfolgeorganisation Deutschvölkische Freiheitsbewegung (DVFB) war Reventlow führender Vertreter einer sozialrevolutionären Richtung, die für ein auf die Arbeiterschaft zugeschnittenes Programm eintrat und eine Beteiligung der Arbeitnehmer in Aufsichtsräten sowie am Unternehmensgewinn forderte. Nachdem er sich mit diesen Vorstellungen in der Partei nicht hatte durchsetzen können, trat er im Februar 1927 aus der DVFB aus. Reventlow wechselte zum 11. August 1927 zur NSDAP (Mitgliedsnummer 65.983), der er insbesondere in Norddeutschland zum Erfolg verhalf. Seine früheren Angriffe gegen Hitler nahm er öffentlich ausdrücklich zurück. Sein Mandat im Reichstag behielt er auch nach der nationalsozialistischen „Machtergreifung“, zuletzt auf der NSDAP-Einheitsliste von 1938. Innerhalb der NSDAP galt er als Gefolgsmann Gregor Strassers; nach dessen Ermordung beim „Röhm-Putsch“ 1934 war er in der Partei zunehmend isoliert.
Reventlow war ab 1934 Leiter der antikirchlichen und antichristlichen Deutschen Glaubensbewegung, aus der er 1936 – nach eigenen Angaben „aus nationalsozialistischen Gründen“ – austrat. 1937 war er im Beirat der Forschungsabteilung „Judenfrage“ in dem von Walter Frank geleiteten Reichsinstitut für Geschichte des neuen Deutschland. Er firmierte ferner als Herausgeber der antisemitischen Zeitschrift Der Weltkampf aus dem Umfeld Alfred Rosenbergs, hier im Institut zur Erforschung der Judenfrage. Reventlow war zudem einer der wichtigen Autoren in der Anfangsphase der Nationalsozialistischen Monatshefte.
Reventlows einziger Sohn Roger (* 1896) fiel 1945 im Krieg.
Reventlows Sitz im Reichstag wurde nach seinem Tod im Herbst 1944 im Nachrückverfahren von Ernst Peikert übernommen.

## Publikationen (Auswahl)
- Die deutsche Flotte. Ihre Entwicklung und Organisation. 1901.
- Der russisch-japanische Krieg. 1904 ff.
- Holder Friede, Süsse Eintracht. Eine politische Satire. Dieterich’sche Verlagsbuchhandlung Theodor Weicher, Leipzig 1906.
- Deutschlands auswärtige Politik 1888–1913. 1914.
- Deutschland zur See. Ein Buch von der deutschen Kriegsflotte. Verlag Otto Spamer, Leipzig 1914.
- Der Vampir des Festlandes. Eine Darstellung der englischen Politik nach ihren Triebkräften, Mitteln und Wirkungen. 1915.
- Die Aufgabe der deutschen Flotte in diesem großen Kriege., Kaiser-Wilhelm-Dank, Verlag Kameradschaft Wohlfahrtsgesellschaft, Berlin, ca. 1915
- Brauchen wir die flandrische Küste? 1918.
- Politische Vorgeschichte des Großen Krieges. 1919.
- Völkisch-kommunistische Einigung? 1924.
- Minister Stresemann als Staatsmann und Anwalt des Weltgewissens. 1925.
- Kriegsschuldlüge und Kriegsschuldlügner. 1929.
- Deutscher Sozialismus. 1930.
- Der Weg zum neuen Deutschland. Ein Beitrag zum Wiederaufstieg des deutschen Volkes. 1931.
- Der deutsche Freiheitskampf. 1934.
- Wo ist Gott? 1934.
- Judas Kampf und Niederlage in Deutschland. 150 Jahre Judenfrage. 1937.
- Von Potsdam nach Doorn. 1940.